# Richard Hamilton Baronet Anstruther-Gough-Calthorpe
Sir Richard Hamilton Baronet Anstruther-Gough-Calthorpe, britanski general, * 1908, † 1985.